# 장다리황새
장다리황새(Saddle-billed stork)는 황새과에 속하는 큰 황새의 일종이다. 이 새는 수단, 에티오피아, 케냐에서 남쪽으로 남아프리카 공화국에 이르는 사하라 이남 아프리카와 서아프리카의 감비아, 세네갈, 코트디부아르, 차드에 서식하는 널리 퍼진 종이다. 남아프리카 공화국에서는 멸종위기종으로 간주된다.
그것은 널리 퍼져 있는 아시아와 오스트레일리아에 사는 검은목황새와 가까운 친척으로, 검은목황새속의 유일한 다른 종이다.

## 묘사

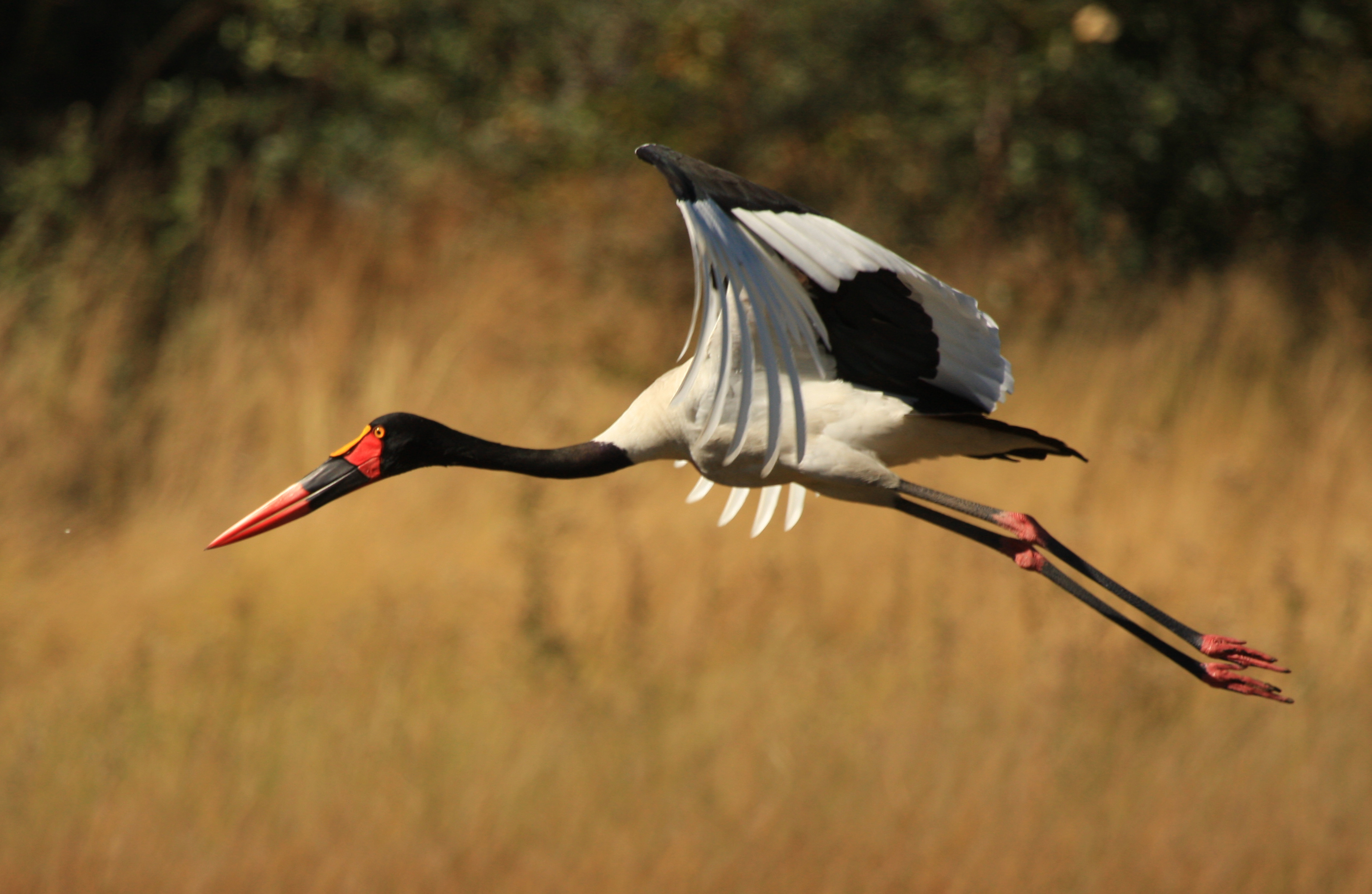
비행 중인 장다리황새

이 새는 높이 145~150cm, 길이 142cm, 날개 길이 2.4~2.7m에 이르는 거대한 새이다. 앞서 언급한 좁은 범위의 높이가 공개된 반면, 사육 중인 성체 장다리황새는 최대 150~180cm까지 높이에 도달할 수 있다고 한다. 수컷은 암컷보다 크고 무겁다. 범위는 5.1~7.52kg이며, 평균 질량은 6.38kg이다. 암컷은 보통 5kg에서 6.84kg 사이이며, 평균 질량은 5.95kg이다. 큰 황새 중에서 장다리황새는 두 개의 큰 대머리황새속과 검은머리황새와 크기가 크게 겹치지만, 다른 큰 황새과보다 더 길고 가느다란 목과 약간 긴 다리를 가지고 있어 현존하는 가장 큰 종일 가능성이 높다. 매우 긴 다리는 족저 길이가 최대 36.5cm이다. 긴 부리의 길이는 27.3cm에서 36cm이다. 암컷의 황금빛 노란색 홍채와 수컷의 갈색 홍채, 그리고 매달린 노란색 고기수염으로 성별을 쉽게 구분할 수 있다. 따라서 이 황새는 성적 이형성을 나타내는 몇 안 되는 황새 중 하나이다.

## 행동
둥지에서 부리가 부딪히는 것을 제외하고는 조용하다. 대부분의 황새처럼 목을 쭉 뻗은 채 날아다니며 왜가리처럼 물러나지 않다. 비행 중에는 큰 무거운 부리가 배 높이보다 약간 아래로 처져 있어 이 새들에게 독특한 모습을 선사한다. 이로 인해 멀리서도 쉽게 알아볼 수 있다. 비행 중 큰 크기와 특이한 외모 때문에 이 종은 "큰 새"와 콩가마토 크립티드의 기초가 된다는 제안이 있다.

### 서식지
대륙 규모에서 안장부리황새는 다른 황새가 없는 지역에 비해 개방된 물의 양이 더 많은 보호 구역을 선호했다. 그러나 이러한 경향 중 일부는 국립공원이나 보호 늪과 같은 더 안전한 지역에 대한 조류학자들의 접근성과 편안함을 제공하기 때문일 수 있다.

### 번식
장다리황새는 단독 둥지로, 연속적인 계절에 반복적으로 사용되는 거대한 둥지 플랫폼을 만든다. 다른 많은 황새와 달리, 이 종은 번식하지 않는 계절에 종종 쌍으로 나타나 평생의 짝 결합을 암시하다. 이들은 열대 저지대의 숲이 우거진 습지와 다른 범람원에서 번식한다. 나무에 크고 깊은 막대기 둥지를 만들어, 보통 두세 개의 흰 알을 하나씩 약 146g씩 낳는다. 부화 기간은 30~35일이며, 병아리들이 도망치기 70~100일 전에 더 남아 있으며, 어린 개체들은 다음 번식기까지 부모의 영역에 머무르는 경우가 많다.